# 皮诺夫兰克阿多
皮诺夫兰克阿多，是西班牙埃斯特雷马杜拉卡塞雷斯省的一个市镇。总面积147平方公里，总人口1638人（2001年），人口密度11人/平方公里。